# Pēteris Kalniņš
Pēteris Kalniņš (Riga, 15 dicembre 1988) è uno slittinista lettone.

## Biografia
Ha iniziato a gareggiare per la nazionale lettone nelle varie categorie giovanili nella specialità del doppio in coppia con Oskars Gudramovičs, con cui può vantare due medaglie di bronzo vinte ai mondiali juniores: una nel doppio a Lake Placid 2008 e l'altra nella gara a squadre a Cesana Torinese 2007.

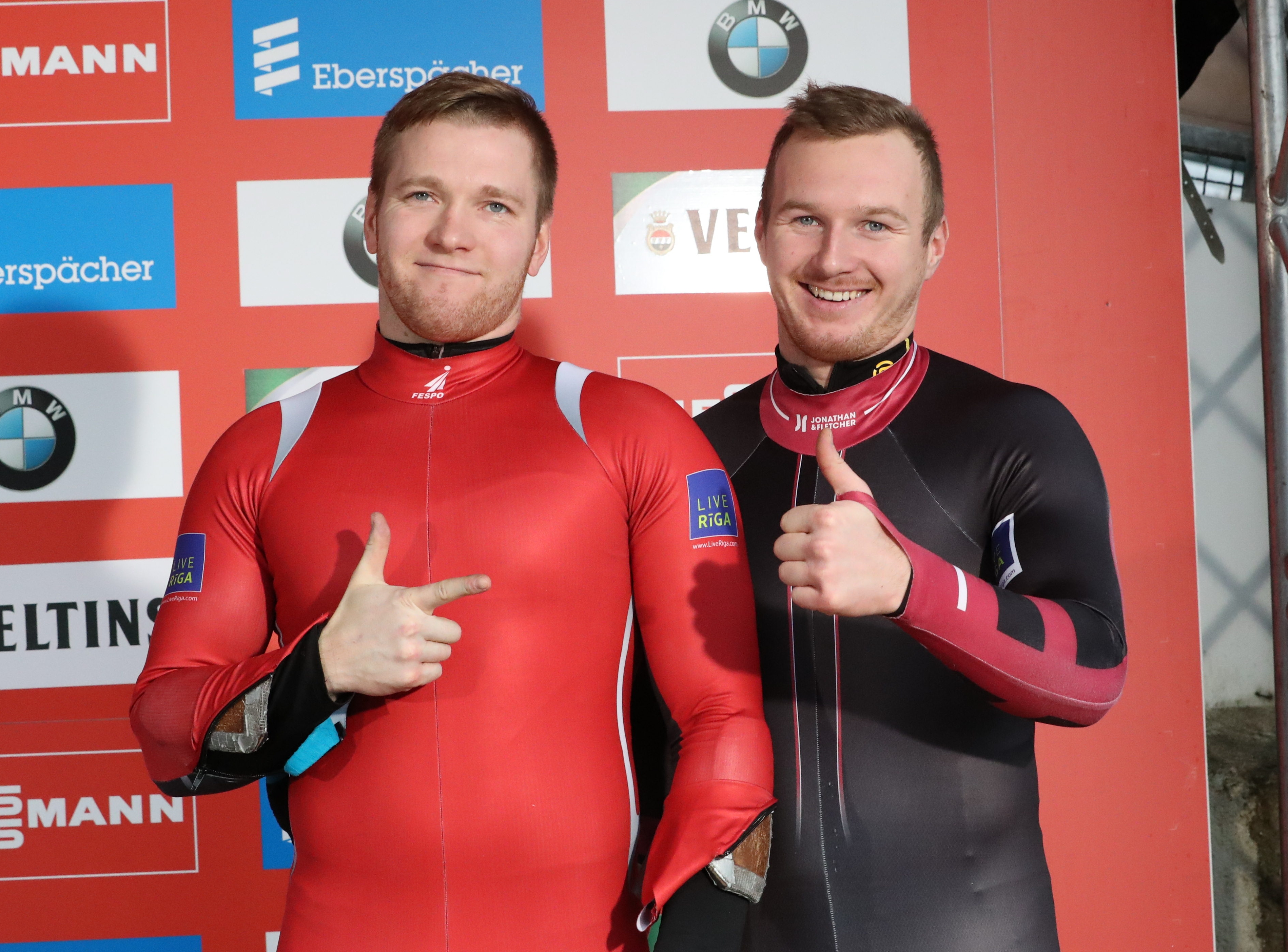
Pēteris Kalniņš (a destra) con Oskars Gudramovičs a Winterberg nel 2017

A livello assoluto ha esordito in Coppa del Mondo nella stagione 2008/09, il 30 novembre 2008 a Innsbruck, dove fu ventesimo nel doppio. Ha conquistato il primo podio il 9 gennaio 2016 nella gara biposto a Sigulda (2°) ripetendosi poi nella gara a squadre il giorno successivo, e la prima vittoria il 13 gennaio 2019 nella gara a squadre e sempre a Sigulda, con Gudramovičs, Kendija Aparjode e Kristers Aparjods. In classifica generale come miglior risultato si è piazzato al quinto posto nel doppio nel 2019/20.
Ha partecipato a tre edizioni dei Giochi olimpici invernali, esclusivamente nel doppio: a Vancouver 2010 è giunto dodicesimo, a Soči 2014 ha concluso al decimo posto ed a Pyeongchang 2018 ha colto la quattordicesima posizione.

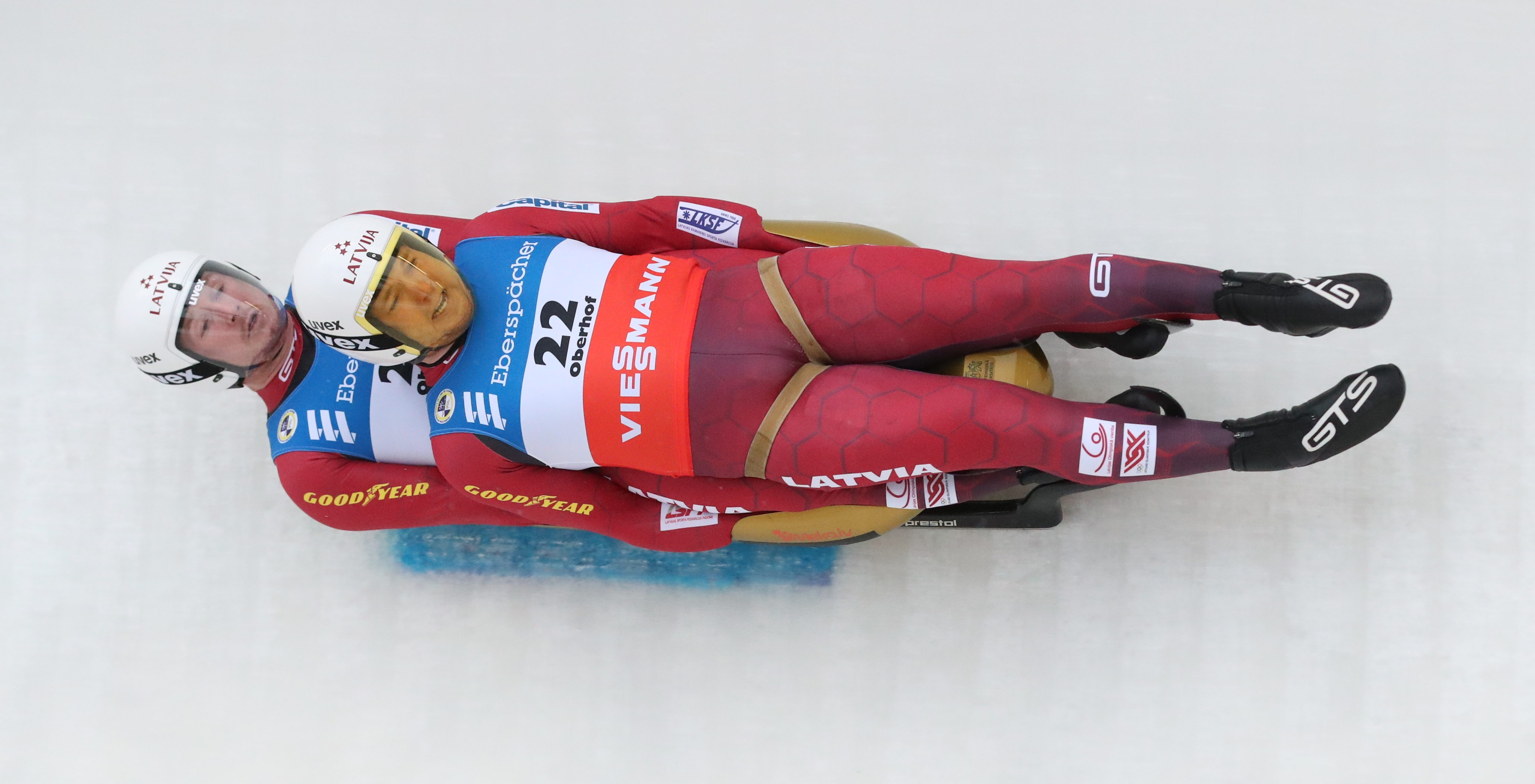
Kalniņš (dietro) e Gudramovičs in gara a Oberhof nel 2021

Ha preso parte altresì a nove edizioni dei campionati mondiali. Nel dettaglio i suoi risultati nelle prove iridate sono stati, nel doppio: ventiseiesimo a Igls 2007, decimo ad Altenberg 2012, decimo a Whistler 2013, decimo a Sigulda 2015, decimo a Schönau am Königssee 2016, undicesimo a Igls 2017, quarto a Winterberg 2019, settimo a Soči 2020 e nono a Schönau am Königssee 2021; nel doppio sprint: dodicesimo a Schönau am Königssee 2016, ottavo a Winterberg 2019, quattordicesimo a Soči 2020 e sesto a Schönau am Königssee 2021; nelle prove a squadre: settimo a Igls 2017.
Nelle rassegne continentali conta invece quale miglior piazzamento il quarto posto ottenuto sempre nel doppio a Sigulda 2018.

## Palmarès

### Mondiali juniores
- 2 medaglie:
  - 2 bronzi (gara a squadre a Cesana Torinese 2007; doppio a Lake Placid 2008).

### Coppa del Mondo
- Miglior piazzamento in classifica generale nel doppio: 5º nel 2019/20.
- 12 podi (5 nel doppio, 2 nel doppio sprint, 5 nelle gare a squadre):
  - 1 vittoria (nelle gare a squadre);
  - 6 secondi posti (4 nel doppio, 1 nel doppio sprint, 1 nelle gare a squadre);
  - 5 terzi posti (1 nel doppio, 1 nel doppio sprint, 3 nelle gare a squadre).

#### Coppa del Mondo - vittorie
| Data            | Luogo   | Paese    | Disciplina                                                                  |
| --------------- | ------- | -------- | --------------------------------------------------------------------------- |
| 13 gennaio 2019 | Sigulda | Lettonia | Gara a squadre con Kendija Aparjode, Kristers Aparjods e Oskars Gudramovičs |